# Biostimolazione
La biostimolazione è una interazione che si verifica a livello molecolare nelle cellule dei tessuti, modificando e condizionando lo stato intracellulare e le risposte extracellulari che si verificano durante gli stadi infiammatori, al fine di ottenere l'espressione del potenziale fisiologico di guarigione delle ferite più rapida, il tutto finalizzato al ripristino morfofunzionale di un organo.
Il termine è stato introdotto in medicina con la scoperta delle proprietà dei laser di migliorare gli esiti delle patologie e delle guarigioni. Questi laser, per distinguerli da quelli con capacità chirurgiche (di taglio, coagulazione..), sono definiti laser terapeutici. Il termine non è mai stato introdotto nei dizionari, ma viene sempre più utilizzato nel linguaggio corrente. L'uso del termine nasce da un'attenzione della medicina verso una chirurgia biologicamente guidata, dove gli ausili tecnologici, l'impiego dei biomateriali sono un mezzo per influenzare i processi fisiologici in modo da ottenere delle guarigioni più rapide, stimolando i processi rigenerativi dei tessuti. Per esempio in chirurgia stomatologica è importante la scelta di metodiche che permettano di contenere le perdite di tessuto, soprattutto osseo, guidando i processi rigenerativi dal punto di vista sia qualitativo che quantitativo, per migliorare le riabilitazioni orali dal punto di vista funzionale ed estetico. L'insieme di queste tecniche può essere definito con il termine di “biostimolazione”.